# Meguru Koi no Kisetsu
Meguru Koi no Kisetsu (めぐる恋の季節 Las Estaciones Giratorias del Amor?) es el segundo sencillo Oficial de ℃-ute. Fue lanzado bajo el sello Zetima el 11 de julio de 2007 en edición limitada (incluye DVD extra) y edición regular. Las primeras ediciones de las ediciones limitada y regular contenían una tarjeta con un número de serie que podía usarse para ingresar un concurso para ganar.

## Lista de canciones

### CD
- Meguro koi no Kisetsu
- Bishoujo Shinri
- Meguru Koi no Kisetsu (instrumental)

### Edición Liimitada (DVD)
- Meguru Koi no Kisetsu (Close-up Ver.)

### Single V
- Meguru Koi no Kisetsu (PV)
- Meguru Koi no Kisetsu (Dance Shot Haru Ver.)
- Making of (メイキング映像)

### Event V
- Meguru Koi no Kisetsu (Multi Angle)
- Meguru Koi no Kisetsu (Dance Shot Natsu Ver.)

## Miembros presentes en el sencillo
- Erika Umeda
- Maimi Yajima
- Arihara Kanna
- Saki Nakajima
- Airi Suzuki
- Chisato Okai
- Mai Hagiwara